# Mirnyj (Oblast' di Samara)
Mirnyj (in russo Мирный?) è un insediamento di tipo urbano del distretto Krasnojarskij, nell'oblast' di Samara, in Russia.
Si trova 45 km a nord di Samara e 8 km a ovest del centro distrettuale di Krasnyj Jar.